# Pavare apeirogonală de ordinul 4
În geometrie pavarea apeirogonală de ordinul 4 este o pavare regulată a planului hiperbolic. Este reprezentată de simbolul Schläfli {∞,4}, având patru apeirogoane în jurul fiecărui vârf. Fiecare apeirogon este înscris într-un oriciclu.

### Simetrie

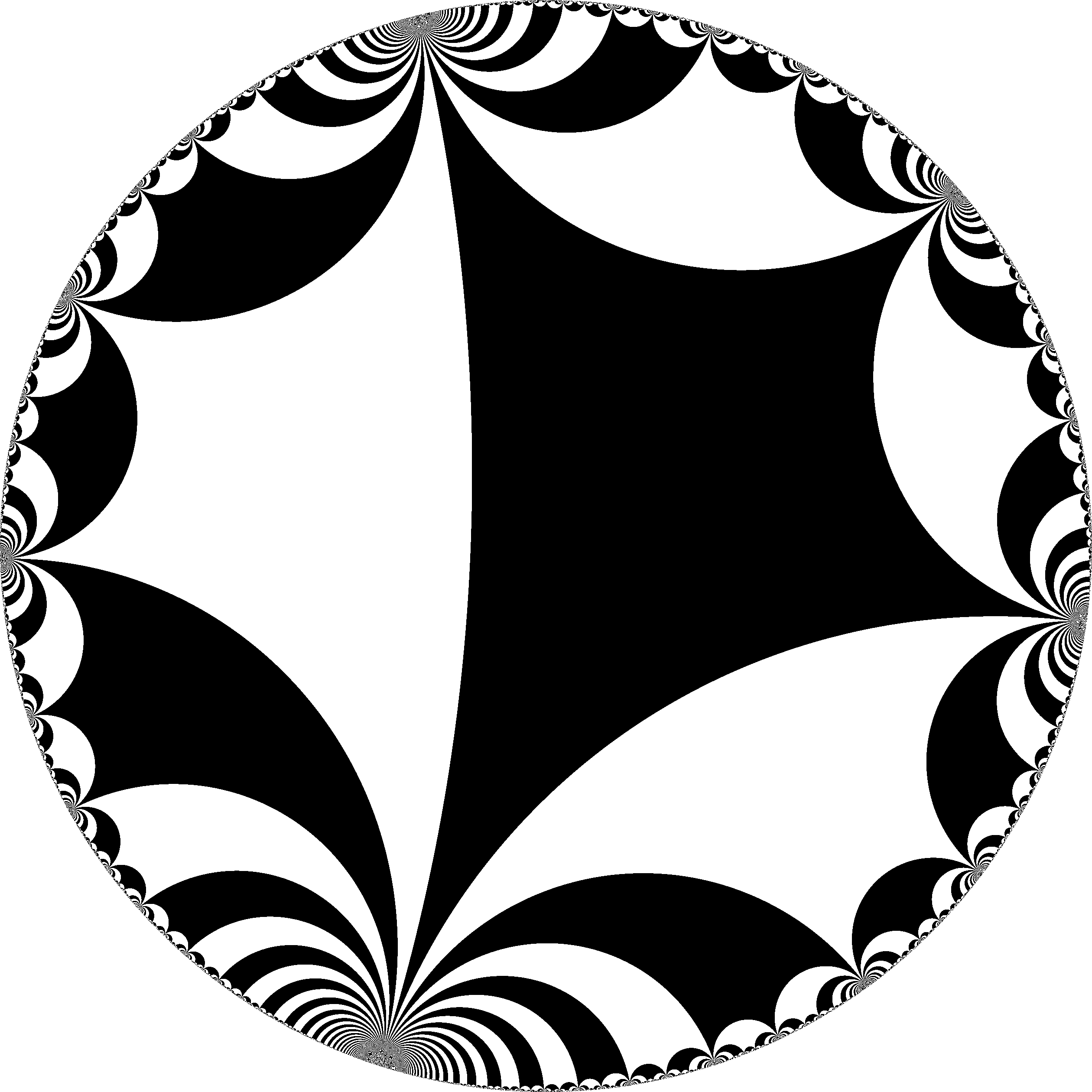

Pavarea din imaginea din stânga reprezintă liniile de oglindire ale simetriei *2∞. Duala acesteia reprezintă domeniile fundamentale ale simetriei cu notației orbifold *∞∞∞∞, un domeniu pătrat cu patru vârfuri ideale.

## Colorări uniforme

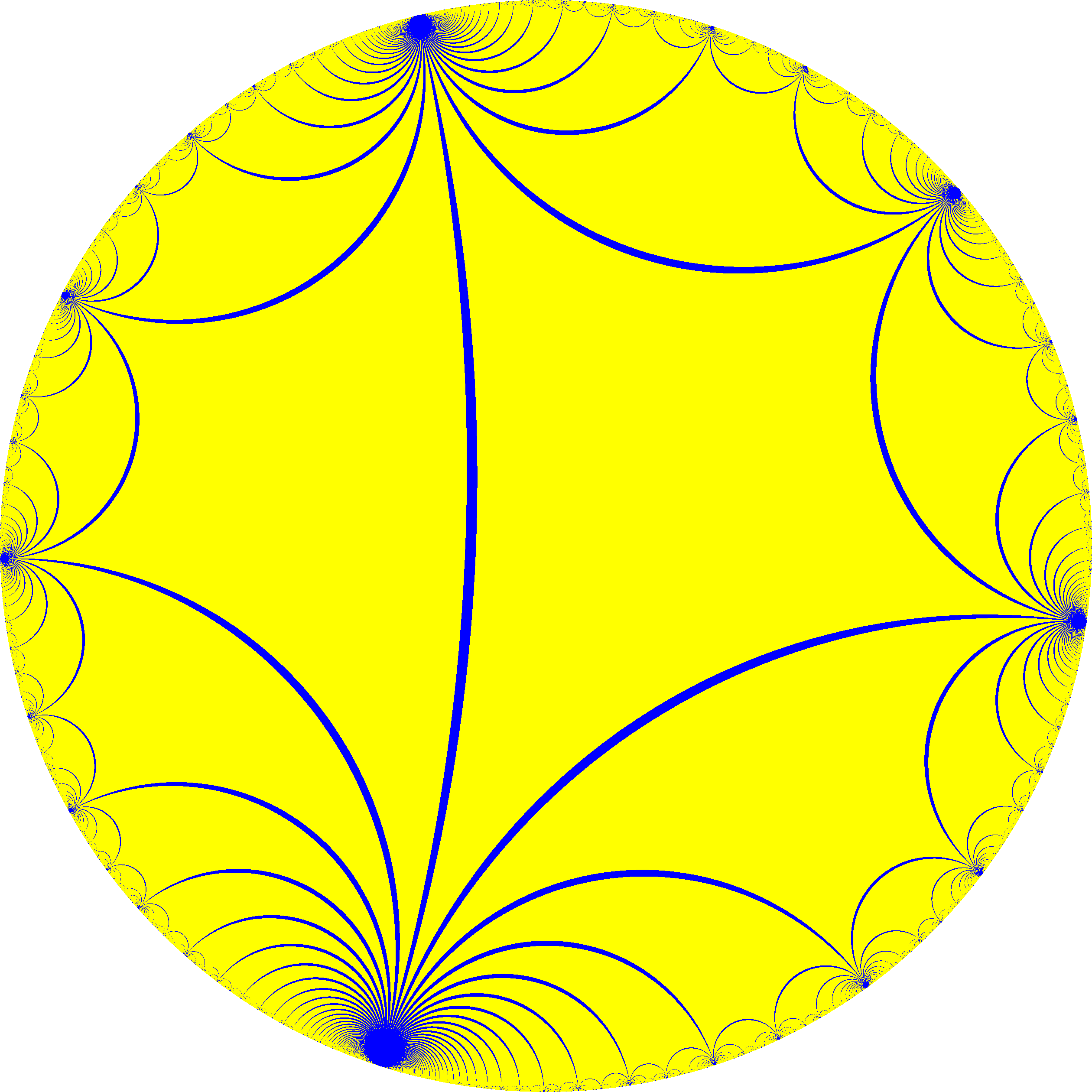
Duala: pavare pătrată de ordin infinit

La fel ca la pavările planului euclidian, există 9 colorări uniforme ale pavării apeirogonale de ordinul 4, cu trei colorări uniforme generate de domeniile de reflexie ale grupului triunghiului⁠(d). O a patra poate fi construită dintr-o simetrie pătrată infinită (*∞∞∞∞) cu 4 culori în jurul unui vârf. Colorarea de tip tablă de șah, r{∞,∞}, definește domeniile fundamentale ale simetriei [(∞,4,4)], (*∞44), de obicei prezentate ca domenii alb-negru ale orientărilor reflectate.
| culoarea 1    | culoarea 2        | culorile 3 și 2         | culorile 3 și 2         | culorile 4, 3 și 2                       | culorile 4, 3 și 2                       | culorile 4, 3 și 2                       |
| ------------- | ----------------- | ----------------------- | ----------------------- | ---------------------------------------- | ---------------------------------------- | ---------------------------------------- |
| [∞,4], (*∞42) | [∞,∞], (*∞∞2)     | [(∞,∞,∞)], (*∞∞∞)       | [(∞,∞,∞)], (*∞∞∞)       | (*∞∞∞∞)                                  | (*∞∞∞∞)                                  | (*∞∞∞∞)                                  |
| {∞,4}         | r{∞,∞} = {∞,4}1⁄2 | t0,2(∞,∞,∞) = r{∞,∞}1⁄2 | t0,2(∞,∞,∞) = r{∞,∞}1⁄2 | t0,1,2,3(∞,∞,∞,∞) = r{∞,∞}1⁄4 = {∞,4}1⁄8 | t0,1,2,3(∞,∞,∞,∞) = r{∞,∞}1⁄4 = {∞,4}1⁄8 | t0,1,2,3(∞,∞,∞,∞) = r{∞,∞}1⁄4 = {∞,4}1⁄8 |
| (1111)        | (1212)            | (1213)                  | (1112)                  | (1234)                                   | (1123)                                   | (1122)                                   |
|               | =                 | = · =                   | = · =                   | =                                        | =                                        | =                                        |

## Poliedre și pavări înrudite
Această pavare este legată topologic ca parte a secvenței de poliedre regulate și pavări cu patru fețe pe vârf, pornind de la octaedru, cu simbolul Schläfli {n,4} și diagrama Coxeter , cu n mergând până la infinit.
| Variante de pavări regulate cu simetria *n42: {n,4} | Variante de pavări regulate cu simetria *n42: {n,4} | Variante de pavări regulate cu simetria *n42: {n,4} | Variante de pavări regulate cu simetria *n42: {n,4} | Variante de pavări regulate cu simetria *n42: {n,4} | Variante de pavări regulate cu simetria *n42: {n,4} | Variante de pavări regulate cu simetria *n42: {n,4} | Variante de pavări regulate cu simetria *n42: {n,4} |
| Sferice                                             | Sferice                                             | Euclidiană                                          | Pavări hiperbolice                                  | Pavări hiperbolice                                  | Pavări hiperbolice                                  | Pavări hiperbolice                                  | Pavări hiperbolice                                  |
| --------------------------------------------------- | --------------------------------------------------- | --------------------------------------------------- | --------------------------------------------------- | --------------------------------------------------- | --------------------------------------------------- | --------------------------------------------------- | --------------------------------------------------- |
|                                                     |                                                     |                                                     |                                                     |                                                     |                                                     |                                                     |                                                     |
| 24                                                  | 34                                                  | 4                                                   | 54                                                  | 64                                                  | 74                                                  | 84                                                  | ...∞4                                               |

|                 |              |                  |                |                |                   |              |
|                 |              |                  |                |                |                   |              |
| {∞,4}           | t{∞,4}       | r{∞,4}           | 2t{∞,4}=t{4,∞} | 2r{∞,4}={4,∞}  | rr{∞,4}           | tr{∞,4}      |
| Figuri duale    |              |                  |                |                |                   |              |
|                 |              |                  |                |                |                   |              |
|                 |              |                  |                |                |                   |              |
| V∞4             | V4.∞.∞       | V(4.∞)2          | V8.8.∞         | V4∞            | V43.∞             | V4.8.∞       |
| Alternări       |              |                  |                |                |                   |              |
| [1+,∞,4] (*44∞) | [∞+,4] (∞*2) | [∞,1+,4] (*2∞2∞) | [∞,4+] (4*∞)   | [∞,4,1+] (*∞2) | [(∞,4,2+)] (2*2∞) | [∞,4]+ (∞42) |
| · =             |              |                  |                | · =            |                   |              |
| h{∞,4}          | s{∞,4}       | hr{∞,4}          | s{4,∞}         | h{4,∞}         | hrr{∞,4}          | s{∞,4}       |
|                 |              |                  |                |                |                   |              |
| Duale alternate |              |                  |                |                |                   |              |
|                 |              |                  |                |                |                   |              |
|                 |              |                  |                |                |                   |              |
| V(∞.4)4         | V3.(3.∞)2    | V(4.∞.4)2        | V3.∞.(3.4)2    | V∞             | V∞.44             | V3.3.4.3.∞   |

| · = · =         | · = · =      | · = · =       | · = · =        | · = · =        | · =              | · =         |
|                 |              |               |                |                |                  |             |
| {∞,∞}           | t{∞,∞}       | r{∞,∞}        | 2t{∞,∞}=t{∞,∞} | 2r{∞,∞}={∞,∞}  | rr{∞,∞}          | tr{∞,∞}     |
| Pavări duale    |              |               |                |                |                  |             |
|                 |              |               |                |                |                  |             |
|                 |              |               |                |                |                  |             |
| V∞              | V∞.∞.∞       | V(∞.∞)2       | V∞.∞.∞         | V∞             | V4.∞.4.∞         | V4.4.∞      |
| Alternări       |              |               |                |                |                  |             |
| [1+,∞,∞] (*∞2)  | [∞+,∞] (∞*∞) | [∞,1+,∞] (*∞) | [∞,∞+] (∞*∞)   | [∞,∞,1+] (*∞2) | [(∞,∞,2+)] (2*∞) | [∞,∞]+ (2∞) |
|                 |              |               |                |                |                  |             |
|                 |              |               |                |                |                  |             |
| h{∞,∞}          | s{∞,∞}       | hr{∞,∞}       | s{∞,∞}         | h2{∞,∞}        | hrr{∞,∞}         | sr{∞,∞}     |
| Duale alternate |              |               |                |                |                  |             |
|                 |              |               |                |                |                  |             |
|                 |              |               |                |                |                  |             |
| V(∞.∞)∞         | V(3.∞)3      | V(∞.4)4       | V(3.∞)3        | V∞             | V(4.∞.4)2        | V3.3.∞.3.∞  |

|                   |                  |                  |                  |                   |                  |                 |
|                   |                  |                  |                  |                   |                  |                 |
|                   |                  |                  |                  |                   |                  |                 |
| (∞,∞,∞) h{∞,∞}    | r(∞,∞,∞) h2{∞,∞} | (∞,∞,∞) h{∞,∞}   | r(∞,∞,∞) h2{∞,∞} | (∞,∞,∞) h{∞,∞}    | r(∞,∞,∞) r{∞,∞}  | t(∞,∞,∞) t{∞,∞} |
| Pavări duale      |                  |                  |                  |                   |                  |                 |
|                   |                  |                  |                  |                   |                  |                 |
| V∞                | V∞.∞.∞.∞         | V∞               | V∞.∞.∞.∞         | V∞                | V∞.∞.∞.∞         | V∞.∞.∞          |
| Alternări         |                  |                  |                  |                   |                  |                 |
| [(1+,∞,∞,∞)] (*∞) | [∞+,∞,∞)] (∞*∞)  | [∞,1+,∞,∞)] (*∞) | [∞,∞+,∞)] (∞*∞)  | [(∞,∞,∞,1+)] (*∞) | [(∞,∞,∞+)] (∞*∞) | [∞,∞,∞)]+ (∞)   |
|                   |                  |                  |                  |                   |                  |                 |
|                   |                  |                  |                  |                   |                  |                 |
| Duale alternate   |                  |                  |                  |                   |                  |                 |
|                   |                  |                  |                  |                   |                  |                 |
| V(∞.∞)∞           | V(∞.4)4          | V(∞.∞)∞          | V(∞.4)4          | V(∞.∞)∞           | V(∞.4)4          | V3.∞.3.∞.3.∞    |